# 셴안구

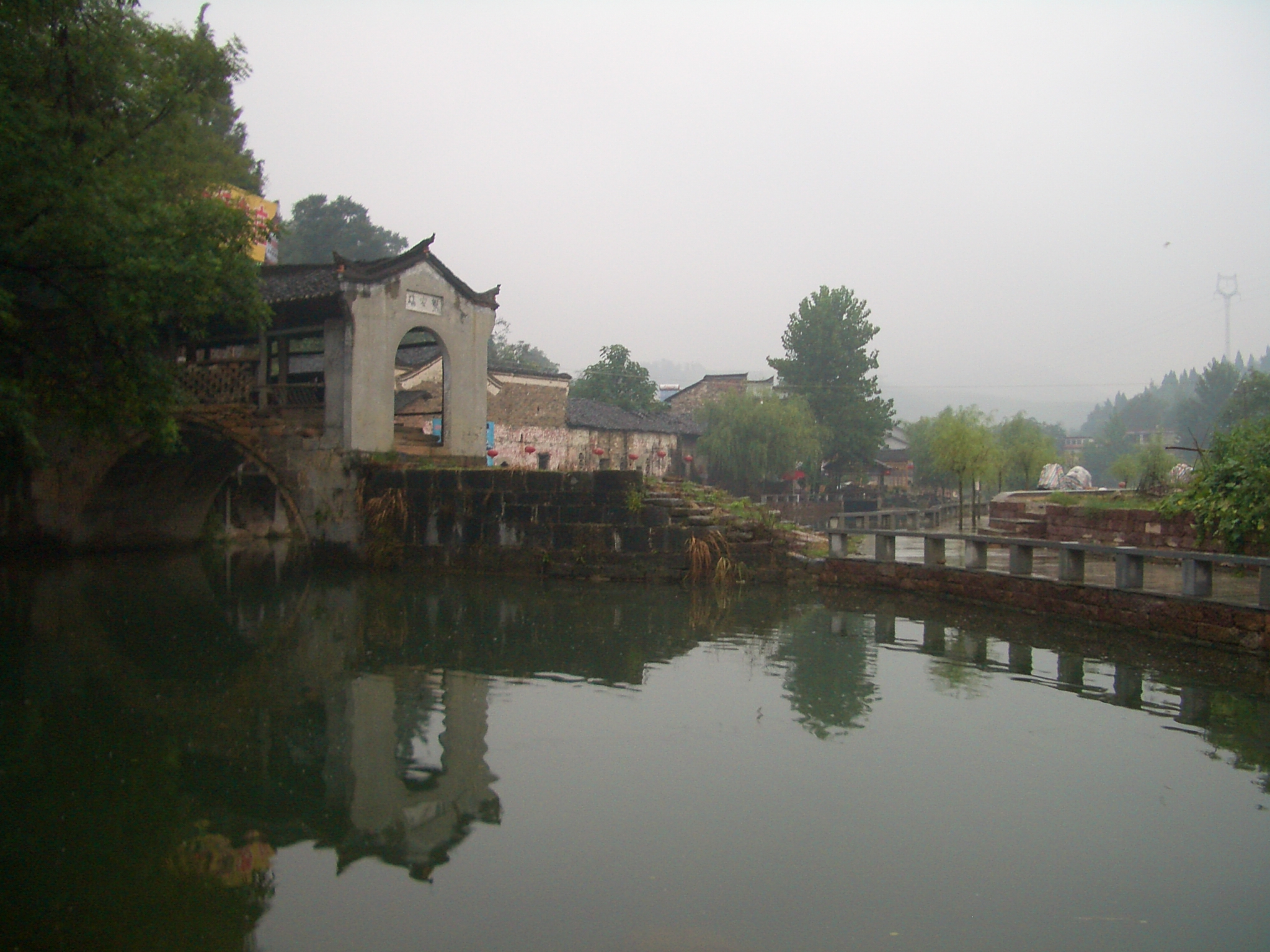

셴안구(한국어: 함안구, 중국어: 咸安区, 병음: Xián'ān Qū)는 중화인민공화국 후베이성 셴닝 시의 현급 행정구역이다. 넓이는 1502km2이고, 인구는 2007년 기준으로 590,000명이다.

## 행정 구역
3개 가도, 9개 진, 1개 향을 관할한다.
- 가도: 浮山街道, 永安街道, 温泉街道, 汀泗桥镇.
- 진: 双溪桥镇, 桂花镇, 马桥镇, 高桥镇, 横沟桥镇, 贺胜桥镇, 官埠桥镇, 向阳湖镇.
- 향: 大幕乡.